# جلاتو
جلاتو یا ژلاتو (انگلیسی: Gelato) نام بستنی اصیل ایتالیایی است. جلاتو دسر منجمدی است حاوی چربی کمتر و هوای کمتری نسبت به بستنی معمولی است و در درجه حرارت بالاتری نسبت به أن سرو می‌شود، در نتیجه رایحه شدیدتر و تغلیظ‌شده‌تری دارد.